# Justin and the Knights of Valour
Justin and the Knights of Valour (Nederlandse titel: Jasper en Julia en de Dappere Ridders) is een 3D-animatiefilm uit 2013 die zich afspeelt in de middeleeuwen. Het is een film van Manuel Sicilia. 

## Verhaal
Jasper (Freddie Highmore) woont in een door bureaucraten geregeerd koninkrijk waar alle ridders uit verbannen zijn. Zijn vader Reginald (Alfred Molina) is de belangrijkste jurist in het koninkrijk en wil dat zijn zoon in zijn voetsporen treedt. Die ziet echter meer in een leven als ridder, net als zijn grootvader Heer Roland, die vermoord werd door een andere ridder, Heraclio (Mark Strong).
Tijdens een bezoek aan zijn grootmoeder bekijkt hij het ridderpak van zijn opa nog eens goed en bemerkt hij dat er iets mist: zijn zwaard. Zijn oma zegt hem dat, om een ridder te worden, hij een queeste moet hebben, en Jasper besluit dat hij op zoek zal gaan naar het zwaard, dat in het bezit blijkt te zijn van Heraclio. Onderweg loopt hij een bar binnen en ontmoet hij de mooie en pittige serveerster Julia, alsook de tovenaar Melquiades.

## Rolverdeling
| Acteur           | Nederlandse stem   | Personage  |
| ---------------- | ------------------ | ---------- |
| Freddie Highmore | Pim Wessels        | Justin     |
| Saoirse Ronan    | Lizemijn Libgott   | Talia      |
| Antonio Banderas | Just Meijer        | Sir Clorex |
| Tamsin Egerton   | Dilara Horuz       | Lara       |
| James Cosmo      | Rob van de Meeberg | Blucher    |
| Charles Dance    | Ewout Eggink       | Legantir   |
| Rupert Everett   | Ruud Drupsteen     | Sota       |
| Barry Humphries  | Timo Bakker        | Braulio    |
| Alfred Molina    | Filip Bolluyt      | Reginald   |
| David Walliams   | Joost Claes        | Melquiades |
| Mark Strong      | Marcel Jonker      | Heraclio   |
| Julie Walters    | Maria Lindes       | Gran       |